# Lista locurilor din Iernut
Această listă prezintă cele mai importante locuri din Iernut.

## Biserici
- Biserica reformată din Iernut (sec. XV)
- Biserica romano-catolică „Adormirea Maicii Domnului” din Iernut (sec. XIX, stil neoroman)
- Biserica reformată din Cipău (sec. XV)

## Clădiri
- Castelul Kornis-Rákóczi-Bethlen

## Cultură și târg
- Biblioteca Orășenească
- Centrul Cultural Orășenesc
- Târgul orășenesc

## Monumente și statui
- Oarba de Mureș